# Stebbinsia umbrella
Stebbinsia umbrella là một loài thực vật có hoa trong họ Cúc. Loài này được (Franch.) Lipsch. miêu tả khoa học đầu tiên năm 1956.